# Nicole Wiggins Sancho
Nicole Wiggins Sancho (geboren am 9. August 2000 in Madrid) ist eine spanische Handballspielerin.

## Vereinskarriere
Wiggins, die auf der Spielposition Torwart eingesetzt wird, lernte das Handballspiel bei Onda Madrid und Balonmano Villaverde. Sie spielte bei KH-7 BM Granollers in der ersten spanischen Liga bis zur Spielzeit 2022/2023.
2023 wechselte Wiggins, die bei KH-7 einen bis 2024 laufenden Vertrag hatte, zum französischen Verein OGC Nice Côte d’Azur Handball.
Zum Sommer 2025 kehrte Wiggins nach Spanien zurück und schloss sich Super Amara Bera Bera an.
Mit dem Team aus Granollers nahm sie an europäischen Vereinswettbewerben teil.

## Auswahlmannschaften
Sie spielte erstmals am 25. Juli 2014 in Spaniens Nachwuchsauswahlmannschaft promesas. Mit dieser Auswahl bestritt sie sechs Partien.
Von November 2016 bis August 2018 lief sie in 28 Länderspielen mit der Jugendnationalmannschaft auf. Dabei warf sie auch ein Tor. Mit der Auswahl nahm sie an der U-17-Europameisterschaft 2017 und an der U-18-Weltmeisterschaft teil.
Im November 2018 lief sie erstmals mit den spanischen Juniorinnen auf. Sie bestritt bis November 2019 mit dieser Auswahl 13 Partien, in denen sie insgesamt zwei Tore warf. Wiggins nahm mit dem Team auch an der U-19-Europameisterschaft 2019 teil. und 
Für die spanische Nationalmannschaft lief sie erstmals am 15. April 2021 auf. Sie gewann mit dem Team am 6. Juli die Goldmedaille bei den Mittelmeerspielen 2022. Sie wurde für die Europameisterschaft 2022 nachnominiert. Sie stand auch für das olympische Handballturnier 2024 im spanischen Aufgebot und nahm an der Europameisterschaft 2024 teil.